# Campeonato Mundial de Esqui Estilo Livre de 2021 - Ski cross feminino
A prova do ski cross feminino do Campeonato Mundial de Esqui Estilo Livre de 2021 foi realizada nos dias 10 e 13 de fevereiro em Idre na Suécia. 

## Medalhistas
| Ouro                 | Prata             | Bronze             |
| Sandra Näslund (SWE) | Fanny Smith (SUI) | Alizée Baron (FRA) |

## Resultados

### Qualificação
Um total de 19 esquiadores participaram da competição.  As 16 melhores avançaram para a fase eliminatória. 
| Colocação | Bib | Name                     | Nacionalidade            | Tempo   | Notas |
| --------- | --- | ------------------------ | ------------------------ | ------- | ----- |
| 1         | 2   | Fanny Smith              | Suíça                    | 1:17.27 | Q     |
| 2         | 3   | Sandra Näslund           | Suécia                   | 1:17.90 | Q     |
| 3         | 1   | Katrin Ofner             | Áustria                  | 1:19.49 | Q     |
| 4         | 7   | Alizée Baron             | França                   | 1:19.60 | Q     |
| 5         | 19  | Tiana Gairns             | Canadá                   | 1:20.03 | Q     |
| 6         | 5   | Marielle Berger Sabbatel | França                   | 1:20.38 | Q     |
| 7         | 4   | Talina Gantenbein        | Suíça                    | 1:20.41 | Q     |
| 8         | 9   | Courtney Hoffos          | Canadá                   | 1:20.42 | Q     |
| 9         | 18  | Hannah Schmidt           | Canadá                   | 1:20.72 | Q     |
| 10        | 6   | Marielle Thompson        | Canadá                   | 1:20.74 | Q     |
| 11        | 12  | Anastasia Chirtsova      | Federação Russa de Esqui | 1:20.77 | Q     |
| 12        | 10  | Jade Grillet-Aubert      | França                   | 1:20.84 | Q     |
| 13        | 8   | Alexandra Edebo          | Suécia                   | 1:20.92 | Q     |
| 14        | 11  | Zoe Chore                | Canadá                   | 1:21.06 | Q     |
| 15        | 17  | Ekaterina Maltseva       | Federação Russa de Esqui | 1:21.48 | Q     |
| 16        | 13  | Sanna Lüdi               | Suíça                    | 1:21.57 | Q     |
| 17        | 16  | Amélie Schneider         | França                   | 1:21.94 |       |
| 18        | 14  | Nikol Kučerová           | Chéquia                  | 1:21.94 |       |
| 19        | 15  | Maria Dobrova            | Federação Russa de Esqui | 1:23.73 |       |

### Fase eliminatória
Esses foram os resultados finais. 

#### Oitavas de final
| Posição | Bib | Nome            | Nacionalidade | Notas |
| ------- | --- | --------------- | ------------- | ----- |
| 1       | 8   | Courtney Hoffos | Canadá        | Q     |
| 2       | 1   | Fanny Smith     | Suíça         | Q     |
| 3       | 9   | Hannah Schmidt  | Canadá        |       |
| 4       | 16  | Sanna Lüdi      | Suíça         |       |

| Posição | Bib | Nome                     | Nacionalidade            | Notas |
| ------- | --- | ------------------------ | ------------------------ | ----- |
| 1       | 6   | Marielle Berger Sabbatel | França                   | Q     |
| 2       | 11  | Anastasia Chirtsova      | Federação Russa de Esqui | Q     |
| 3       | 14  | Zoe Chore                | Canadá                   |       |
| 4       | 3   | Katrin Ofner             | Áustria                  |       |

| Posição | Bib | Nome                | Nacionalidade | Notas |
| ------- | --- | ------------------- | ------------- | ----- |
| 1       | 13  | Alexandra Edebo     | Suécia        | Q     |
| 2       | 4   | Alizée Baron        | França        | Q     |
| 3       | 12  | Jade Grillet-Aubert | França        |       |
| 4       | 5   | Tiana Gairns        | Canadá        |       |

| Posição | Bib | Nome               | Nacionalidade            | Notas |
| ------- | --- | ------------------ | ------------------------ | ----- |
| 1       | 2   | Sandra Näslund     | Suécia                   | Q     |
| 2       | 7   | Talina Gantenbein  | Suíça                    | Q     |
| 3       | 10  | Marielle Thompson  | Canadá                   |       |
| 4       | 15  | Ekaterina Maltseva | Federação Russa de Esqui |       |

#### Semifinal
| Posição | Bib | Nome            | Nacionalidade | Notas |
| ------- | --- | --------------- | ------------- | ----- |
| 1       | 1   | Fanny Smith     | Suíça         | Q     |
| 2       | 4   | Alizée Baron    | França        | Q     |
| 3       | 8   | Courtney Hoffos | Canadá        |       |
| 4       | 13  | Alexandra Edebo | Suécia        |       |

| Posição | Bib | Nome                     | Nacionalidade            | Notas |
| ------- | --- | ------------------------ | ------------------------ | ----- |
| 1       | 2   | Sandra Näslund           | Suécia                   | Q     |
| 2       | 7   | Talina Gantenbein        | Suíça                    | Q     |
| 3       | 6   | Marielle Berger Sabbatel | França                   |       |
| 4       | 11  | Anastasia Chirtsova      | Federação Russa de Esqui |       |

#### Final
Pequena final
| Posição | Bib | Nome                     | Nacionalidade            | Notas |
| ------- | --- | ------------------------ | ------------------------ | ----- |
| 5       | 8   | Courtney Hoffos          | Canadá                   |       |
| 6       | 6   | Marielle Berger Sabbatel | França                   |       |
| 7       | 11  | Anastasia Chirtsova      | Federação Russa de Esqui |       |
| 8       | 13  | Alexandra Edebo          | Suécia                   |       |

Grande final
| Posição           | Bib | Nome              | Nacionalidade | Notas |
| ----------------- | --- | ----------------- | ------------- | ----- |
| Medalha de ouro   | 2   | Sandra Näslund    | Suécia        |       |
| Medalha de prata  | 1   | Fanny Smith       | Suíça         |       |
| Medalha de bronze | 4   | Alizée Baron      | França        |       |
| 4                 | 7   | Talina Gantenbein | Suíça         |       |

Legenda
| Recorde mundial       | Recorde mundial (World record)               |                       | Recorde africano                      | Recorde africano (African) |                                           | Q | Classificado por posição (Qualified) |
| Recorde do campeonato | Recorde do campeonato (Championship record)  | Recorde da América    | Recorde da América (Americas)         | q                          | Classificado por melhor tempo (Qualified) |   |                                      |
| Melhor marca do ano   | Melhor marca do ano (World leading)          | Recorde asiático      | Recorde asiático (Asian)              | DNS                        | Não largou (Did not start)                |   |                                      |
| Recorde nacional      | Recorde nacional (National record)           | Recorde europeu       | Recorde europeu (European)            | DNF                        | Não terminou (Did not finish)             |   |                                      |
| Recorde pessoal       | Recorde pessoal do atleta (Personal best)    | Recorde da Oceania    | Recorde da Oceania (Oceania)          | DSQ / DQ                   | Desclassificado (Disqualified)            |   |                                      |
| Recorde da temporada  | Recorde da temporada do atleta (Season best) | Recorde sul-americano | Recorde sul-americano (South America) | NM                         | Sem marca (No mark)                       |   |                                      |